# 森本由樹
森本 由樹（もりもと ゆき、1984年11月16日 - ）は、東京都生まれ神奈川県出身の女子バスケットボール選手。ポジションはフォワード。ニックネームは「ライヤ」。

## 来歴
名門富岡高校で全国大会に出場。
卒業後、シャンソン化粧品に入社。5年間で96試合出場。2度のリーグ優勝にも貢献した。
2006年にはドーハアジア大会の日本代表に選出され銅メダル獲得。
2008年、シャンソンを退社。シアトルに渡り大学リーグのウエスタンネブラスカ・コミュニティカレッジに在籍。
帰国後は実業団のイカイに在籍。オールジャパンにも出場。
2012年、山梨学院大学コーチに就任。
2013年、高校時代の恩師星澤純一がヘッドコーチに就任した羽田ヴィッキーズに入団。
2018年、5人制引退。3x3チーム・TOKYO DIMEに所属。
2022年現役引退。アドバイザリーコーチ就任。

## 経歴
- 富岡高校 - シャンソン化粧品（2003年〜2008年） - イカイ - 羽田（2013年～2018年） - TOKYO DIME（2018年～2022年）